# Asota atrata
Asota atrata är en fjärilsart som beskrevs av Jordan 1924. Asota atrata ingår i släktet Asota och familjen nattflyn. Inga underarter finns listade i Catalogue of Life.